# Chakalaka
Chakalaka je jihoafrický pikantní pokrm ze směsi dušené zeleniny. Hlavními ingrediencemi jsou rajčata, papriky, cibule kuchyňská, fazole, hlávkové zelí, mrkev obecná a česnek kuchyňský, které se dusí na slunečnicovém oleji a bohatě se dochucují chilli papričkami, kari a zázvorem. Vznikl v polovině 20. století jako jídlo černošských horníků v oblasti Johannesburgu, které se na ubytovnách vařilo společně ve velkých objemech, název pochází ze setswanštiny. Chakalaka se podává teplá i studená, jako příloha k masu a uzeninám nebo i samotná s chlebem nebo kukuřičnou kaší mieliepap. Ke zjemnění ostré chuti se pokrm obvykle zapíjí kysaným mlékem amasi. Prodává se také kořenící směs obsahující potřebné ingredience, v době mistrovství světa ve fotbale 2010, které se hrálo v Jihoafrické republice, se v řadě zemí objevily na trhu brambůrky s příchutí chakalaka.  